# Czepinska reka
Czepinska reka (także Czepinska Bistrica, Eli dere; bułg. - Чепинска река, Чепинска Бистрица, Ели дере) – rzeka w południowej Bułgarii, prawy dopływ Maricy w zlewisku Morza Egejskiego. Długość - 82,7 km. 
Czepinska reka ma źródła pod szczytem Srebren w zachodnich Rodopach. Płynie na wschód, potem na północ i wypływa w Kotlinę Czepinską. Przepływa przez miasteczko Welingrad i opuszcza kotlinę wąskim przełomem między pasmami Ałabak i Kyrkarija. Wypływa na Nizinę Górnotracką i uchodzi do Maricy wieloma drobnymi odnogami koło wsi Wetren Doł.